# Simon Fankhauser
Simon „Simu“ Francis Fankhauser (* 1975 in Niederbipp) ist ein Schweizer Sänger, Musiker und Liedermacher mit Fokus auf Kinderliedern.

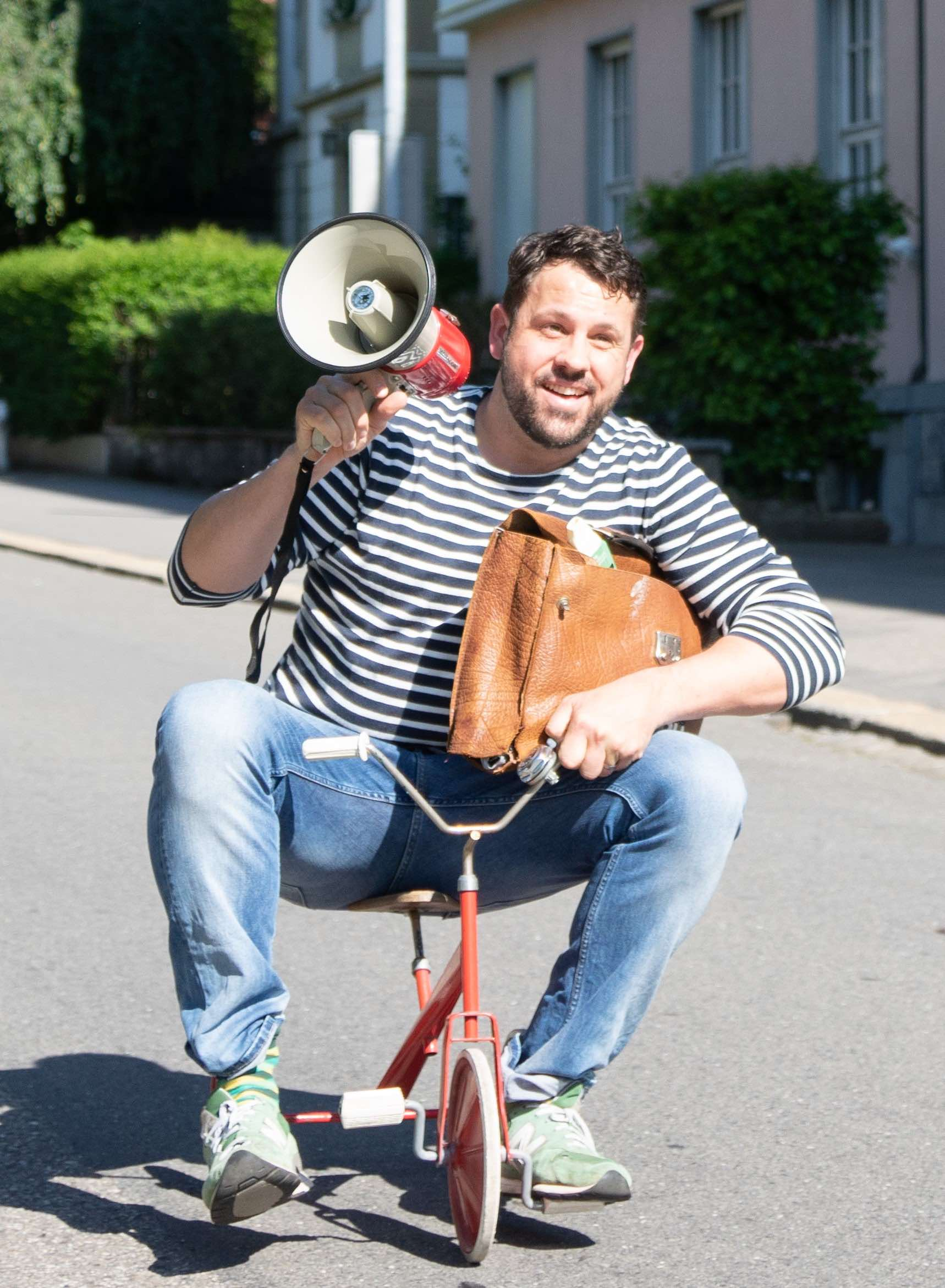
Simon „Simu“ Fankhauser

## Biografie
Simon Fankhauser erhielt eine Ausbildung zum Primar- und Sekundarlehrer und ist seit 2004 schweizweit als Musiker und Liedermacher tätig. Seine Kinderlieder und Geschichten auf Schweizer Mundart drehen sich um den Waldkobold „Pumpelpitz“. Simon Fankhauser trat als „Simu“ auch mit Mundartliedern für Erwachsene auf. Er tourte von 1999 bis 2009 mit der A Cappella Comedy-Gruppe „Bagatello“ an 900 Shows im In- und Ausland. 2007 gewann er mit Bagatello den PRIX WALO in der Sparte Kabarett/Comedy. 2019 gründete er die Pumpelpitz GmbH. Seit 2021 bieten die Stadt Solothurn und der Naturpark Thal einen Pumpelpitz-Detektivtrail bzw. einen Pumpelpitz-Themenweg für Familien.
Im April 2024 erlitt Fankhauser auf dem Arbeitsweg einen Hirnschlag, den er überlebte. Er befindet sich seitdem in Reha.
Simon Fankhauser hat drei Kinder und lebt in Solothurn.

## Diskografie, Publikationen und Auftritte
- 1999–2002: „MIXtour“, Showprogramm von Bagatello
- 2002–2005: „MRB“ und „MRB FF“; Showprogramm von Bagatello
- 2005–2007: „Unbedingt“, Showprogramm von Bagatello
- 2007–2009: „Jukebox“, Showprogramm von Bagatello
- 2008: „Bring mi übers Meer“, Radiosingle
- 2009: „Kompass“, Album mit Sandee, Lesley Bogaert, Jessi, Chris Haffner, uvm.
- 2009: „Summer“ und „Goldne Thron“, Radiosingles
- 2009: „Thalerlied“, CD
- 2012: „Mängisch“, Radiosingle
- 2015: „Guet Nacht Bärn“, CD (Autorin Dorothee Hesse)
- 2016: „Soledurner Wiehnachtslied“, Single
- 2017: „Pumpelpitz, dr Waldkobold“, CD
- 2018: „Pumpelpitz fiiret Wiehnachte“, CD
- 2018: „Pumpelpitz ufem Holzwäg“, CD
- 2019: „Pumpelpitz ufem Mond“, CD
- 2019: „Pumpelpitz-Vorlesebuch“, Buch
- 2020: „Pumpelpitz ufem Burehof“, CD
- 2022: „Am Pumpi spinnts“ CD
- 2022: „die gröschte Hits vom Pumpelpitz“ CD
- 2023: „Mango, Mango“ CD
- 2023: „Das grosse Pumpelpitz Kinderheft“ Heft

## Auszeichnungen
- 2005 Kl PRIX WALO mit bagatello[3]
- 2007 PRIX WALO mit bagatello[3]
- 2015 s’goldige Krönli für Kinder-CD „GuetNacht Bärn“